# Ochropleura urupplecta
Ochropleura urupplecta là một loài bướm đêm trong họ Noctuidae.